# Francesco La Motta
Francesco La Motta (Napoli, 16 novembre 1949) è un funzionario e prefetto italiano.
È stato vice direttore dell'Agenzia informazioni e sicurezza interna fino al marzo 2013.

## Biografia
Laureato in giurisprudenza, procuratore legale, è stato assistente di diritto penale presso l'Università degli Studi di Napoli.
Entrato nell'amministrazione civile dell'Interno è stato assegnato all'ufficio studi e legislazione dell'allora Direzione generale della pubblica sicurezza, dove, tra l'altro, ha partecipato ai lavori per l'attuazione della riforma dell'ordinamento della pubblica sicurezza curando la predisposizione dei vari schemi di decreti del presidente della Repubblica.
Trasferito alla segreteria del capo della Polizia ha diretto l'ufficio per la riforma e le relazioni con le organizzazioni sindacali del personale della Polizia di Stato.
Promosso vice prefetto è stato nominato responsabile dell'ufficio pubbliche relazioni ove ha curato il settore dei rapporti tra Polizia di Stato ed enti pubblici e privati, nonché delle relazioni con gli organi di stampa e di informazione nazionale.
Dal 1994 stato direttore dell'ufficio affari generali del Dipartimento della pubblica sicurezza che cura molteplici settori di attività del dipartimento, tra cui quello relativo al personale, fino al 2001.
Nel 2001 è stato nominato prefetto e destinato alla Commissione centrale per il riconoscimento dello status di rifugiati.
Nel 2003 è nominato direttore centrale per l'amministrazione del Fondo Edifici di Culto presso il Dipartimento per le libertà civili e l'immigrazione e ha amministrato il cosiddetto patrimonio concordatario assicurando la tutela e la salvaguardia di beni di altissimo pregio storico-artistico.
Durante il periodo della sua amministrazione del Fondo Edifici di Culto, ha ricevuto numerosi riconoscimenti dalla Santa Sede e dall'allora ministro dell'Interno Beppe Pisanu.
Il 27 dicembre 2006 è stato nominato vice direttore vicario del SISDe.
A seguito della riforma dei servizi segreti dal 5 novembre 2007 è stato nominato Vice Direttore dell'Agenzia per le informazioni e la sicurezza interna (AISI), insieme al prefetto Nicola Cavaliere (vice direttore operativo) e al generale Paolo Poletti.
Nel febbraio del 2008  fu promosso Gentiluomo di Sua Santità: poté così essere a contatto diretto con la curia e con il Papa nelle cerimonie e nelle udienze ai capi di Stato e poté viaggiare a bordo dell’aereo papale. Presenziò quindi all’incontro del 6 giugno tra Berlusconi e Papa Ratzinger fungendo da garante del governo italiano presso la Santa Sede e viceversa.
È stato iscritto nell'elenco speciale annesso all'Albo dei giornalisti dal 16 marzo 2007 perché direttore responsabile di GNOSIS, rivista italiana d'intelligence, fino al luglio 2012.
È stato docente di diritto penale e costituzionale presso alcuni istituti della Polizia di Stato, nonché componente di varie commissioni di concorsi.
Resta vice direttore dell'AISI fino a marzo 2013, data del pensionamento, dove però mantiene un ufficio e un contratto di consulenza.
Nel 2020 diventa Senior Advisor in Terna dell' AD, responsabile per i rapporti con le Forze dell'Ordine e membro di consigli di amministrazione di aziende satellite.
Il 24 marzo 2025 la Città di San Giorgio a Cremano conferisce la cittadinanza onoraria al Prefetto Francesco La Motta, figura di spicco nel panorama istituzionale italiano, originario di San Giorgio a Cremano distinto per la sua carriera esemplare al servizio dello Stato.

## Procedimenti giudiziari

### Coinvolgimento nella P4
Gentiluomo di sua santità, nel giugno 2011 il suo nome è emerso nell'ambito della cosiddetta "inchiesta P4" che vede coinvolto il lobbista Luigi Bisignani, successivamente la P4 fu bollata come una 'ridicola illazione' dagli stessi magistrati del riesame di Napoli e della Cassazione.

### Rapporti con la camorra
Il suo nome appare in un'indagine sulla camorra che nel 2007 voleva acquistare l'arsenale dismesso della Marina militare di Napoli.
È indagato nel 2013 in un'inchiesta condotta dalla Direzione distrettuale antimafia di Napoli. L'indagine riguarda in particolare l'attività di riciclaggio del clan Polverino, una potente organizzazione camorristica di Napoli. La Motta avrebbe offerto coperture a imprenditori e fornito informazioni sulle indagini in corso.
Il quotidiano il Tempo riferisce che per quanto riguarda l'inchiesta a Napoli  il 14 luglio 2015 il tribunale partenopeo, per mano del Gip Isabella Iaselli, ha prosciolto il prefetto La Motta dalle accuse di associazione mafiosa e riciclaggio: «Non ci sono elementi per sostenere le accuse nel processo».

### L'inchiesta sui fondi del FEC e l'arresto
L'11 maggio 2013 è indagato per i reati di peculato, falso ideologico, associazione a Delinquere (art.416) e continuazione di reati, per fatti occorsi sin dal 2006, quando era ancora responsabile del FEC (Fondo Edifici di Culto), e dal 2008 mentre era vice direttore dell'Agenzia informazioni e sicurezza interna (AISI). Le perquisizioni locali e personali sono avvenute soprattutto presso gli uffici centrali dell'AISI alla Presidenza del Consiglio dei Ministri.
Secondo le indagini di polizia giudiziaria della Direzione Distrettuale Antimafia di Roma e Napoli, avrebbe costituito in Svizzera ed in concorso con "altri" una falsa società in cui venivano "teoricamente" versati fondi, alcune decine di milioni di euro, ad oggi non ancora quantificabili dalla stessa Autorità giudiziaria.
Vengono arrestate due persone, Eduardo Tartaglia (parente del prefetto) e il broker Rocco Zullino, accusate di aver riciclato i soldi della camorra e del FEC del ministero.
Il 13 maggio i Procuratori Capo della Repubblica di Roma e Napoli, unitamente ai magistrati della Direzione distrettuale antimafia (DDA), forniscono un comunicato congiunto della collaborazione delle autorità giudiziarie di Svizzera, Inghilterra e Repubblica Ceca.
Il conto di oltre 10 milioni di euro versati nel 2006 dal FEC (allora guidato da La Motta) nella banca Hottinger di Lugano, e che in un rendiconto della stessa banca aveva un saldo di poco superiore ai 10 milioni nel luglio 2012, il 27 marzo 2013 ammontava a poche decine di migliaia di euro. Per questo il 5 aprile l'allora ministro dell'Interno Cancellieri aveva nominato una commissione interna, inviando gli atti alla procura.
Il 14 giugno 2013 La Motta viene arrestato nell'ambito dell'inchiesta sulla gestione dei fondi del viminale per il pericolo d'inquinamento delle indagini mentre Tartaglia e Zullino, già in carcere a Napoli, sono stati raggiunti da una nuova ordinanza di custodia.
Nel marzo 2015 viene rinviato a giudizio, su richiesta della procura di Roma, con l’accusa di peculato, truffa e falso.
Viene assolto da tutte le accuse dal tribunale di Roma il 21 giugno 2017.